# 2004 HR56
2004 HR56 es un microasteroide clasificado como objeto cercano a la Tierra perteneciente al grupo Apolo. Fue observado por primera vez por Spacewatch en el Observatorio Nacional Kitt Peak el 25 de abril de 2004.

## Descripción
2004 HR56 fue visible entre el 25 de abril y el 10 de mayo de 2005. Este descubrimiento fue documentado como parte del FMO Project y fue observado por seis diferentes observatorios. Los reportes indican que el objeto mide alrededor de 74 metros y tiene una magnitud absoluta de 23.28. El objeto puede ser clasificado como un meteoroide, sin embargo la definición más común usa como demarcación un diámetro de 10 metros.    
Orbita alrededor del Sol a una distancia de 0.9 a 2.2 AU una vez cada 23 meses (708 días). Su órbita tiene una excentricidad de 0,44 y una inclinación de 6° con respecto a la eclíptica. 